# Yorssy
Yorssy de son vrai nom Yohan Batekela,  est un rappeur français originaire d'Orléans, qui a été révélé au grand public grâce à sa participation à Nouvelle école sur Netflix.

## Biographie
Yorssy, est le nom de scène de Yohan Batekela, né le 12 septembre 2001 à Saint-Jean-de-Braye. 

### Carrière
Il commence sa carrière en 2018 avec des morceaux comme Mutakaka.
En 2021 il sort la série Freestyle Détente, qui lui permet de gagner en notoriété notamment grâce au titre Détente 5,. 
En 2023, il participe à la 3ème Saison de Nouvelle école et atteint les quarts de finale avant de faire éliminer aux clips. À la diffusion en été 2024, il attire l’attention d’un public plus large grâce à son morceau interprété aux auditions CRF qui finira Single de diamant,. 
Septembre 2024, il décide alors de sortir son premier EP RoadTrip qui contient des titres comme Ayia Napa et Détente 7 sous le label AntiF 134.
Après une tournée au Canada et un nouveau single d’or sur Racks, Yorssy revient en mai 2025 en annonçant une Cigale de Paris pour le 4 octobre et dévoile plusieurs singles tels que Milli et Cherry Wood avant de dévoiler un nouvel EP ADN pt.1 le 18 juillet 2025.

## Discographie

### Singles et collaborations
- 2020 : 1h ou 2
- 2021 : Détente 5
- 2021 : Moschino
- 2022 : Bjld
- 2024 : Pop Smoke
- 2024 : LOOPING (Booska-P - 1SON,1HEURE)
- 2024 : Recommencer Pt. 2 - AMK feat. Yorssy
- 2024 : Illégal - Slkrack feat. Yorssy
- 2024 : Dehors c'est noir
- 2024 : Y'a Plus d'Pardon
- 2024 : Racks (Booska Nouvelle École) [7] Or
- 2024 : CRF  Diamant[5]
- 2024 : Gina Wap - Yorssy & Bilouki
- 2024 : Plus haut - Roga-Roga feat. Yorssy & Dany Synthé
- 2025 : Milli
- 2025 : CHERRY WOOD
- 2025 : Souleymane
- 2025 : 3X NDOSS – EBOLOKO feat. Yorssy
- 2025 : 11 NA BISSO (Booska-P - 11 à suivre 2025)
- 2025 : TIMINIK – R2 feat. Yorssy